# Lacus Odii

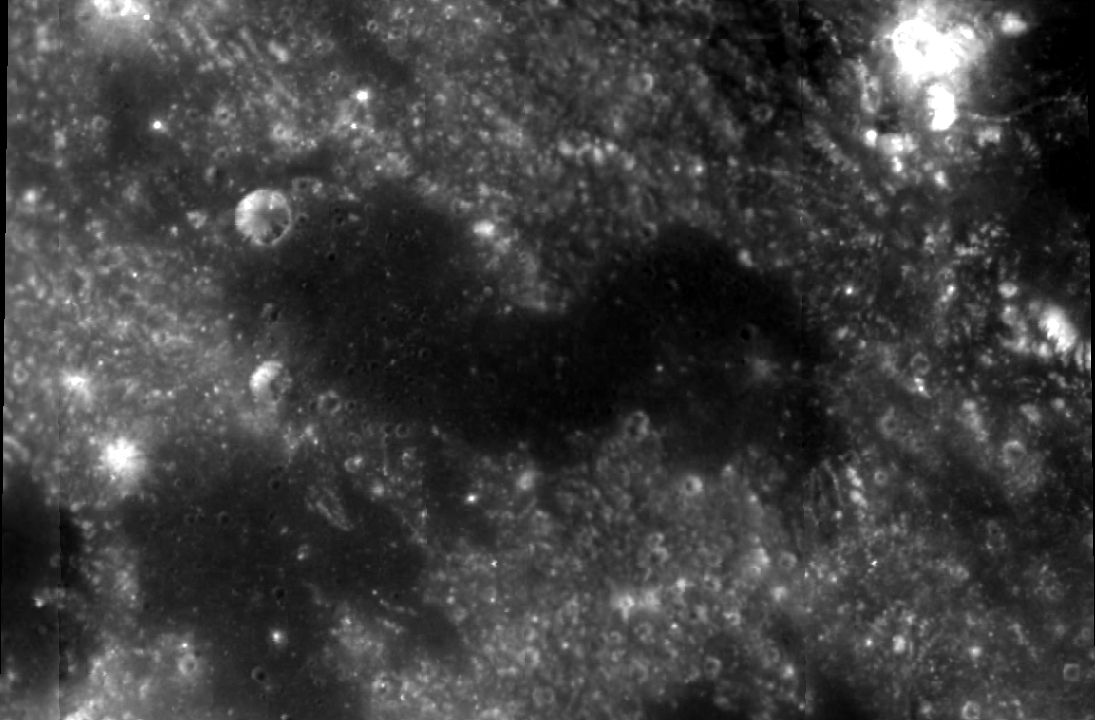
Lacus Odii

Il Lacus Odii ("Lago dell'odio", in latino) è un piccolo mare lunare situato nella regione della Terra Nivium. Ha un'estensione di circa 70 km.